# Tortula marginata
Tortula marginata là một loài Rêu trong họ Pottiaceae. Loài này được (Bruch & Schimp.) Spruce miêu tả khoa học đầu tiên năm 1845.